# Kungshöns
Kungshöns (Tetraophasis) är ett släkte med fåglar i familjen fasanfåglar inom ordningen hönsfåglar. Släktet kungshöns omfattar enbart två arter som båda förekommer i bergstrakter i Asien:
- Brunstrupig kungshöna (T. obscurus)
- Gulstrupig kungshöna (T. szechenyii)